# Torneio de xadrez de Mar del Plata de 1941
O torneio de xadrez de Mar del Plata de 1941 foi realizado na cidade de Mar del Plata, Argentina, em Março de 1941 sendo a quarta edição do torneio internacional (1928, 1934, 1936). Após a 8ª Olimpíada de Xadrez em Buenos Aires, 1939, muitos participantes decidiram ficar na Argentina, devido à eclosão da Segunda Guerra Mundial. O torneio incluiu onze refugiados da Europa e dois jogadores afetados por problemas decorrentes do Mandato Britânico da Palestina.
| #  | Jogador             | Origem                                    | País escolhido | 1 | 2 | 3 | 4 | 5 | 6 | 7 | 8 | 9 | 10 | 11 | 12 | 13 | 14 | 15 | 16 | 17 | 18 | Total | Berger |
| -- | ------------------- | ----------------------------------------- | -------------- | - | - | - | - | - | - | - | - | - | -- | -- | -- | -- | -- | -- | -- | -- | -- | ----- | ------ |
| 1  | Gideon Ståhlberg    | Suécia                                    | Suécia         | x | ½ | ½ | ½ | ½ | ½ | 1 | 1 | 1 | 1  | ½  | ½  | 1  | 1  | ½  | 1  | 1  | 1  | 13    |        |
| 2  | Miguel Najdorf      | Polónia                                   | Argentina      | ½ | x | ½ | 1 | 1 | 1 | 1 | ½ | 1 | ½  | ½  | ½  | 1  | 1  | 0  | 1  | ½  | 1  | 12½   |        |
| 3  | Erich Eliskases     | Áustria                                   | Argentina      | ½ | ½ | x | ½ | ½ | 1 | ½ | 1 | ½ | ½  | ½  | 1  | ½  | ½  | 1  | ½  | 1  | 1  | 11½   |        |
| 4  | Ludwig Engels       | Alemanha                                  | Brasil         | ½ | 0 | ½ | x | ½ | ½ | 1 | 1 | 1 | 0  | ½  | 1  | 1  | 1  | 1  | ½  | 0  | 1  | 11    | 87.75  |
| 5  | Paulino Frydman     | Polónia                                   | Argentina      | ½ | 0 | ½ | ½ | x | 0 | ½ | ½ | ½ | ½  | 1  | 1  | ½  | 1  | 1  | 1  | 1  | 1  | 11    | 80.50  |
| 6  | Moshe Czerniak      | Polónia/Mandato Britânico para Palestina  | Israel         | ½ | 0 | 0 | ½ | 1 | x | ½ | 1 | 0 | ½  | 1  | ½  | 1  | 0  | 0  | 1  | 1  | 1  | 9½    | 73.25  |
| 7  | Movsas Feigins      | Letônia                                   | Argentina      | 0 | 0 | ½ | 0 | ½ | ½ | x | 0 | 1 | ½  | 1  | 1  | 1  | 1  | 1  | ½  | 0  | 1  | 9½    | 70.25  |
| 8  | Carlos Guimard      | Argentina                                 | Argentina      | 0 | ½ | 0 | 0 | ½ | 0 | 1 | x | 1 | 1  | 1  | ½  | ½  | ½  | 0  | 1  | 1  | 1  | 9½    | 69.75  |
| 9  | Julio Bolbochán     | Argentina                                 | Argentina      | 0 | 0 | ½ | 0 | ½ | 1 | 0 | 0 | x | 1  | ½  | 1  | ½  | ½  | 1  | ½  | 1  | 1  | 9     |        |
| 10 | Paul Michel         | Alemanha                                  | Argentina      | 0 | ½ | ½ | 1 | ½ | ½ | ½ | 0 | 0 | x  | ½  | 0  | ½  | ½  | ½  | ½  | 1  | 1  | 8     | 61.75  |
| 11 | Franciszek Sulik    | Polónia                                   | Austrália      | ½ | ½ | ½ | ½ | 0 | 0 | 0 | 0 | ½ | ½  | x  | 1  | 1  | ½  | 0  | ½  | 1  | 1  | 8     | 61.00  |
| 12 | Juan Vinuesa        | Argentina                                 | Argentina      | ½ | ½ | 0 | 0 | 0 | ½ | 0 | ½ | 0 | 1  | 0  | x  | ½  | 1  | 1  | 1  | 1  | ½  | 8     | 57.75  |
| 13 | Jacobo Bolbochán    | Argentina                                 | Argentina      | 0 | 0 | ½ | 0 | ½ | 0 | 0 | ½ | ½ | ½  | 0  | ½  | x  | ½  | 1  | 1  | 1  | 1  | 7½    |        |
| 14 | Ilmar Raud          | Estónia                                   | Argentina      | 0 | 0 | ½ | 0 | 0 | 1 | 0 | ½ | ½ | ½  | ½  | 0  | ½  | x  | 1  | ½  | ½  | ½  | 6½    |        |
| 15 | Juan Traian Iliesco | Roménia                                   | Argentina      | ½ | 1 | 0 | 0 | 0 | 1 | 0 | 1 | 0 | ½  | 1  | 0  | 0  | 0  | x  | ½  | 0  | ½  | 6     |        |
| 16 | Markas Luckis       | Lituânia                                  | Argentina      | 0 | 0 | ½ | ½ | 0 | 0 | ½ | 0 | ½ | ½  | ½  | 0  | 0  | ½  | ½  | x  | 1  | ½  | 5½    |        |
| 17 | Victor Winz         | Alemanha/Mandato Britânico para Palestina | Argentina      | 0 | ½ | 0 | 1 | 0 | 0 | 1 | 0 | 0 | 0  | 0  | 0  | 0  | ½  | 1  | 0  | x  | ½  | 4½    |        |
| 18 | Sonja Graf          | Alemanha                                  | Estados Unidos | 0 | 0 | 0 | 0 | 0 | 0 | 0 | 0 | 0 | 0  | 0  | ½  | 0  | ½  | ½  | ½  | ½  | x  | 2½    |        |